# Callicarpa glabrifolia
Callicarpa glabrifolia là một loài thực vật có hoa trong họ Hoa môi. Loài này được S.Atkins mô tả khoa học đầu tiên năm 1997.